# 拉沙佩勒德布拉尼
拉沙佩勒德布拉尼（法語：La Chapelle-de-Bragny，法語發音：[la ʃapɛl də bʁaɲi]）是法国索恩-卢瓦尔省的一个市镇，属于索恩河畔沙隆区。

## 地理
拉沙佩勒德布拉尼（46°38'0"N, 4°45'58"E）面积15.87 平方千米，位于法国勃艮第-弗朗什-孔泰大區索恩-卢瓦尔省，该省份为法国中部省份，北起顺时针与科多尔省、汝拉省、安省、罗讷省、卢瓦尔省、阿列省和涅夫勒省接壤。
与拉沙佩勒德布拉尼接壤的市镇（或旧市镇、城区）包括：楠通、格罗讷河畔布雷斯、埃特里尼、拉勒、格罗讷河畔梅塞、塞尔西。

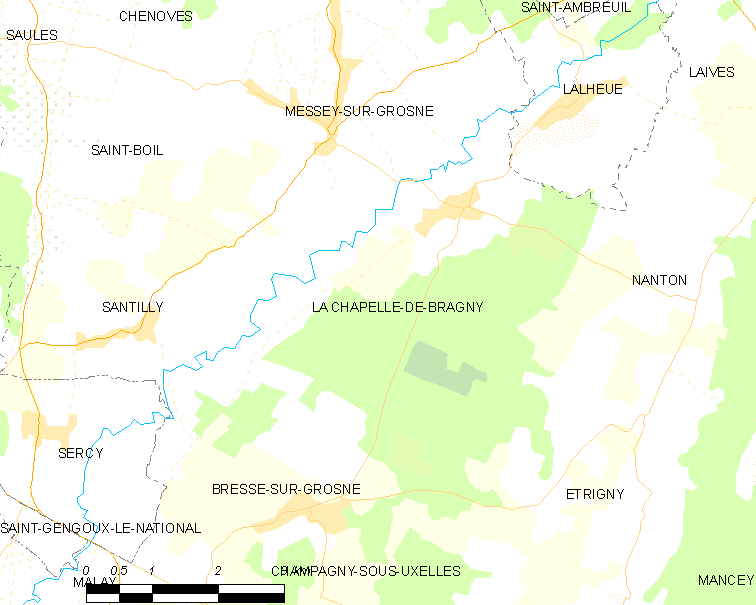
拉沙佩勒德布拉尼的OSM定位图

拉沙佩勒德布拉尼的时区为UTC+01:00、UTC+02:00（夏令时）。

## 行政
拉沙佩勒德布拉尼的邮政编码为71240，INSEE市镇编码为71089。

## 政治
拉沙佩勒德布拉尼所属的省级选区为图尔尼县。

## 人口

1962-2008年间拉沙佩勒德布拉尼人口变化图示

拉沙佩勒德布拉尼于2022年1月1日时的人口数量为240人。